# Pelusca schubotzi
Pelusca schubotzi är en insektsart som först beskrevs av Rehn, J.A.G. 1914.  Pelusca schubotzi ingår i släktet Pelusca och familjen torngräshoppor. Inga underarter finns listade i Catalogue of Life.